# Antoni Kamiński (1797–1885)
Antoni Kamiński (ur. 1797 w Raczunach, zm. 1885) – polski pedagog i pisarz.

## Życiorys
Był synem Jerzego Kamińskiego i Marii Świebody. Do 1818 uczył się w szkole powiatowej księży bazylianów. W 1818 został dozorcą przy szpitalu wojennym w Borunach i Smorgoniach. 
Po 1825 był słuchaczem kursów na Uniwersytecie Wileńskim, na Wydziale Nauk Fizyczno-Matematycznych. W 1825 Uniwersytet wybrał go na adiunkta w Katedrze Mineralogii Uniwersytetu w Charkowie, ale nie został tam zatrudniony gdyż należał do Towarzystwa Filaretów. W 1827 roku został wysłany do Kamieńca Podolskiego, gdzie pracował jako nauczyciel fizyki i nauk przyrodniczych. Zdymisjonowany w 1832. 
Od 1856 mieszkał na stałe w Wilnie, gdzie udzielał lekcji w domach prywatnych i rządowych dla panien.

## Publikacje
- Arytmetyka (2 części, 1826, Wilno, wydana przez Marcinkowskiego)
- Geografia z tablicami (2 części, 1826, Wilno, wydana u Zawadzkiego)
- Tablice arytmetyczne (1827, Wilno, wydana przez Marcinkowskiego)
- Abecadinik Witolda (1841, Kamieniec Podolski)
- Gramatyka języka polskiego obszerna i skrócona (1858, Wilno)
- Sto bajeczek z różnych autorów wyjęte (1860, Wilno, Kirkor)
- Pacierz (1860, wydany u Syrkina)
- Abecadnik Odrowąża (1860, Wilno)
- Zasady arytmetyki dla ułamków po polsku i rosyjsku, dla przychodzących panien (1861, Wilno, wydane u Blumowicza)
- Kratkaja wsieobszczaja geografia dla gimnazjum panien (1861, Wilno, wydana u Blumowicza)
- Algebra elementarna (1879, Warszawa)